# Inženirske enote
Inženirske enote so vojaška enota, ki so opremljene za izvajanje inženirskih nalog.
Glede na naloge, ki jih opravljajo, se delijo na:
- bojni inženirci oz. pionirji (izvajajo neposredno podporo bojnim enotam)
- gradbene enote (gradijo fortifikacije in druge objekte)
- mostovne enote (postavljajo stalne in začasne mostov)
- minerske enote